# Ischioscia plurimaclata
Ischioscia plurimaclata är en kräftdjursart som beskrevs av Lestikow 2000. Ischioscia plurimaclata ingår i släktet Ischioscia och familjen Philosciidae. Inga underarter finns listade i Catalogue of Life.